# Oukuriella reissi
Oukuriella reissi är en tvåvingeart som beskrevs av Messias 2000. Oukuriella reissi ingår i släktet Oukuriella och familjen fjädermyggor. Inga underarter finns listade i Catalogue of Life.